# Olympic Hockey Nagano '98
Olympic Hockey Nagano '98 est un jeu vidéo de hockey sur glace sorti en 1998 sur Nintendo 64. Le jeu a été développé par Treyarch et édité par Midway.
Le jeu a pour licence les Jeux olympiques d'hiver de 1998.